# ديف مارش
ديف مارش هو مغني كندي، ولد في 1963 في History of Halifax, Nova Scotia ‏ في كندا.